# Xã Caneyville, Quận Chautauqua, Kansas
Xã Caneyville (tiếng Anh: Caneyville Township) là một xã thuộc quận Chautauqua, tiểu bang Kansas, Hoa Kỳ. Năm 2010, dân số của xã này là 76 người.